# Беглец среди нас
«Беглец среди нас» (англ. Fugitive Among Us) — телефильм режиссёра Майкла Тошиюки Уно, детектив с главными ролями Эрика Робертса, Питера Стросса и Элизабет Пеньи. Сценарий к фильму написан Гордон Грайзмэн по главе «Беглецы» документальной книги Майка Кочрэна «И избави нас от зла» (англ. «And Deliver Us From Evil»). Действие, происходящее в фильме основано на реальных событиях.
Премьера состоялась 4 февраля 1992 года в США. Фильм получил сдержанные отзывы кинокритиков.

## Сюжет
В Техасе было совершено убийство. Детектив Макс Кол арестовывает человека, оказавшегося на месте преступления, Кэл Харпера. Арестованный человек настойчиво утверждает, что он невиновен. Полиция ему не верит. Через некоторое время ему удаётся бежать.
Детектив Макс Кол решает его преследовать, так как хочет получить повышение на службе. После двухлетнего преследования по всему Юго-Западу США, полицейский находит Харпера и близок к его поимке. Но теперь Макс Кол начинает понимать, что Харпер возможно совсем не тот человек, который ему нужен.

## В ролях
- Эрик Робертс — Кэл Харпер
- Питер Стросс — Макс Кол
- Элизабет Пенья — Фло Мартин
- Гай Бойд — Лес Стуббс
- Лорен Холли — Сюзи Бриант
- Сальватор Ксереб — Терри Гиффорд
- Кирстен Уоррен — Шерри Нэш
- Эннетт МакКарти — Кэрол
- Дэннис Леттс — Ллойд Ярборуг
- Тиррес Аллен — Дженкинс